# Нюрбург
Нюрбург (нем. Nürburg) — община в Германии, в земле Рейнланд-Пфальц.
Входит в состав района Арвайлер. Подчиняется управлению Аденау. Население составляет 159 человек (на 31 декабря 2010 года). Занимает площадь 3,63 км².
Посёлок знаменит своим одноимённым замком, расположенной рядом трассой Формулы-1 — Нюрбургринг и фестивалем Rock Am Ring, проходящим поблизости.

## Политика

### Муниципальный совет
Местный совет в  состоит из шести членов совета, которые были избраны в местных выборах 26 мая 2019 года в большинством голосов, а также почетного местного мэр, который осуществляет функции председателя

### Мэр
Анита Шомиш стала мэром Нюрбурга 26 июня 2019 года. Поскольку на прямых выборах 26 мая 2019 года не было кандидатов, выборы мэра были возложены на совет, который принял решение в пользу Шомиш.

Предшественник Шомиш Райнхольд Шюсслер занимал этот пост в течение 17 лет.

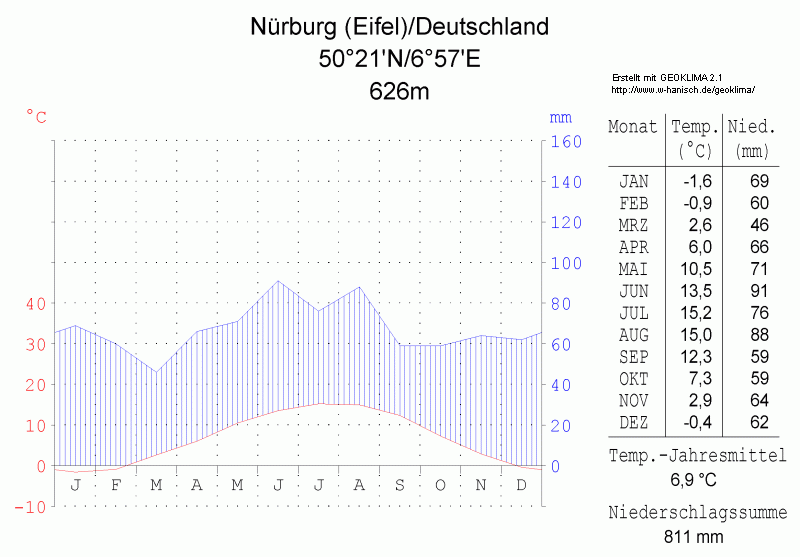
Нюрбург